# Valeriy Sviatokha
Valeriy Sviatokha, souvent en russe Svyatokho, né le 20 juillet 1981 à Hrodna, est un athlète biélorusse, spécialiste du lancer du marteau.

## Biographie
Sa meilleure performance est de 81,49 m, réalisée à Brest Litovsk le 27 mai 2006. Il a réalisé 81,37 m en 2008. En 2010, il réussit 78,33 m avant de terminer 4e des Championnats d'Europe à Barcelone, en 78,20 m.

### Palmarès
| Date | Compétition           | Lieu      | Résultat | Performance |
| ---- | --------------------- | --------- | -------- | ----------- |
| 2005 | Universiade           | Izmir     | 3e       | 74,71 m     |
| 2010 | Championnats d'Europe | Barcelone | 4e       | 78,20 m     |
| 2012 | Championnats d'Europe | Helsinki  | 4e       | 75,83 m     |
| 2012 | Jeux olympiques       | Londres   | 11e      | 73,13 m     |

### Records
| Épreuve           | Performance | Lieu  | Date        |
| ----------------- | ----------- | ----- | ----------- |
| Lancer du marteau | 81,49 m     | Brest | 27 mai 2006 |